# Chiesa di Santa Maria del Pianto (Roma)
La chiesa di Santa Maria del Pianto ai Catinari è un luogo di culto cattolico del centro storico di Roma, situato nel rione Regola; rientra all'interno dei confini della parrocchia dei Santi Biagio e Carlo ai Catinari ed è sede di una rettoria affidata agli Oblati di Maria Vergine.

## Storia
L'area in cui sorge la chiesa di Santa Maria del Pianto, nella parte meridionale del Campo Marzio, era anticamente occupata dal circo Flaminio, voluto nel 221 a.C. da Gaio Flaminio Nepote e probabilmente costituito da strutture prevalentemente lignee e non permanenti. In un periodo compreso fra l'età domizianea e quella antoniniana, al suo interno venne eretto un edificio porticato, al quale pertiene l'arcata tuttora visibile lungo via di Santa Maria de' Calderari, 23B; erroneamente identificato fino al 1960 con la Crypta Balbi, si è successivamente ipotizzato che potesse essere il portico di Ottavio.
Fra le strutture superstiti di tale costruzione, venne realizzata nel medioevo la chiesa di San Salvatore in Cacabariis, menzionata per la prima volta in una bolla pontificia di Urbano III che la indicava dipendenza di San Lorenzo in Damaso; essa doveva il proprio appellativo alla presenza nella zona di numerosi fabbricanti e riparatori di caldaie e pentole (popolarmente chiamati "cacabi").
Secondo la tradizione, il 10 gennaio 1546 un'immagine della Madonna che era affrescata sotto un arco vicino a San Salvatore, versò lacrime al gesto di un ragazzo che, venuto a contesa con un suo coetaneo ed essendo stato da questi atterrato e minacciato con una spada, avendo chiesto e ottenuto, dal suo avversario, salva la vita, ne raccolse l'arma e con quella lo uccise proditoriamente. L'effigie miracolosa divenne da subito oggetto di devozione, e nell'aprile successivo venne trasferita all'interno del luogo di culto; venne inoltre fondata la confraternita di Santa Maria del Pianto, approvata da papa Paolo III, cui fu affidata la cura della chiesa e «che, tra i suoi fini assistenziali e benefici aveva quello di mantenere in ogni rione della città un medico e uno speziale sempre disponibili a dare aiuto ai più poveri». La chiesa aveva un doppio accesso, l'uno sull'odierna via di Santa Maria del Pianto, l'altro sulla strada dei Cenci (l'attuale via di Santa Maria de' Calderari), e venne restaurata e ampliata a cura della confraternita nel 1547, nel 1564 e nel 1599.
Nel 1604 fu stabilito di sostituire l'antica chiesa con una nuova e più grande, per cui venne demolita tra il luglio e l'agosto 1608; il 23 settembre successivo fu posata la prima pietra e la costruzione inizialmente procedette spedita a partire dal capocroce, anche reimpiegando i blocchi di travertino di costruzioni di epoca romana rinvenute nell'area del cantiere. Il progetto venne redatto da Nicolò Sebregondi, il quale ideò un edificio a croce latina con navata unica affiancata da tre cappelle su ogni lato, crociera coperta con cupola, transetto non sporgente e profonda abside semicircolare; la facciata, prospiciente piazza Giudea, sarebbe dovuta essere a salienti, scandita da lesene corinzie, movimentata da nicchie e con un rosone al centro della parte superiore. I lavori proseguirono fino al 1612 quando, ancora priva dell'abside, di quasi tutta l'aula, delle finiture e di arredi definitivi, il 1º maggio la chiesa venne aperta al culto con la traslazione al suo interno dell'immagine miracolosa.
Nel 1618 la confraternita ottenne da papa Paolo V l'autorizzazione di ampliare a proprie spese piazza Giudea per il completamento del piedicroce, che però non venne mai attuato; nel 1642-1644 furono realizzati su progetto di Giovan Battista Mola l'abside semicircolare, il campanile e la sacrestia, mentre a partire dal 1690 Filippo Tittoni curò la decorazione e l'arredo interno. Nel 1725 venne pubblicato un nuovo disegno per la facciata. La chiesa venne dedicata il 26 luglio 1728 da Joseph de Guyon de Crochans, vescovo di Cavaillon. Nel 1735 vennero realizzati sulla crociera un tiburio in muratura con al suo interno una cupola ad incannucciata, sotto la direzione dell'architetto Mario Bernardi.
Nel 1765 papa Benedetto XIV soppresse la confraternita di Santa Maria del Pianto ed affidò la chiesa a quella della Dottrina Cristiana, che dal 1604 si trovava in San Martino ai Pelamantelli, il cui fine era quello dell'insegnamento del catechismo ai fanciulli; contestualmente venne alienata anche la parrocchia, che nel 1660 contava 176 famiglie. Nel XIX secolo furono operati diversi interventi di restauro tra i quali, quelli del 1875 con la realizzazione di un nuovo ingresso su via di Santa Maria del Pianto, furono condotti da Virginio Vespignani, il quale già nel 1850 aveva presentato un progetto per regolarizzare la pianta e realizzare l'apparato decorativo interno. Sebbene nei piani regolatori nel 1873, 1883 e 1922 fosse previsto il completamento della chiesa a croce greca, in realtà ci si limitò alla demolizione di alcuni edifici circostanti. Nel 1896 un fulmine colpì la chiesa danneggiandola gravemente; venne ripristinata e riaperta al culto soltanto nel 1907, quando fu affidata agli Oblati di Maria Vergine dopo che i beni della confraternita della Dottrina Cristiana erano stati incamerati dallo Stato nel 1891.

## Descrizione

### Esterno

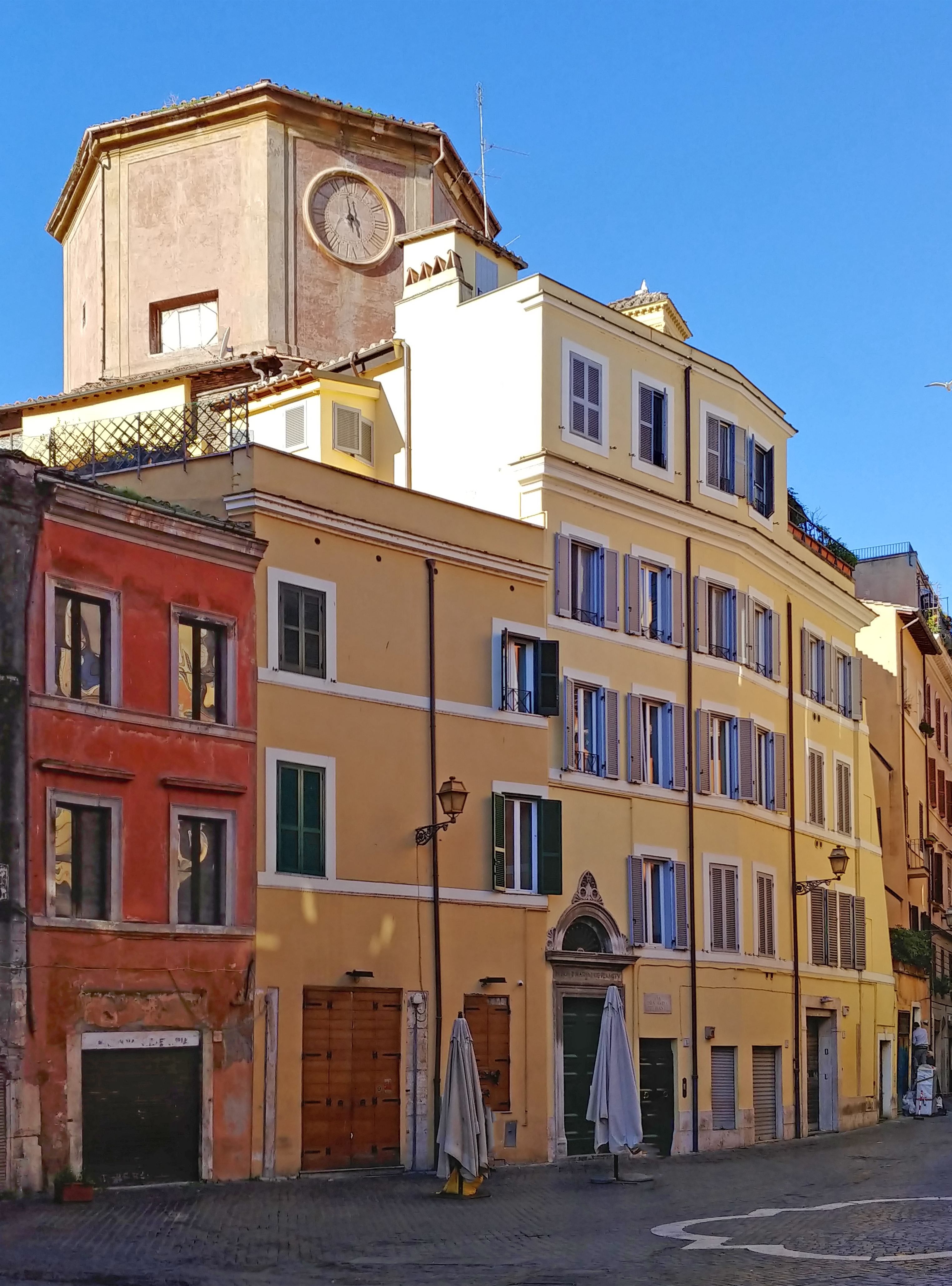
Veduta esterna da via del Portico d'Ottavia

La chiesa sorge all'estremità orientale del rione Regola, in un isolato delimitato da via di Santa Maria del Pianto (a nord), piazza delle Cinque Scole (a est) e via di Santa Maria de' Calderari (a sud) che riprende l'orientamento dell'edificio di epoca romana sul quale è stato impiantato; priva di facciata non essendo mai stata completata l'aula, è dotata di due ingressi laterali indipendenti. Quello principale (dal momento che prospettava su piazza Giudea) si apre su via di Santa Maria del Pianto e venne rifatto da Virginio Vespignani nel 1875; è costituito da un portale neorinascimentale ispirato a quello del chiostro di Santa Maria della Pace, sormontato da una lunetta con acroteri (dei quali quello centrale reca lo stemma della confraternita della Dottrina Cristiana), che immette in un ambiente voltato a botte con alcuni gradini che permettono di superare il dislivello tra il piano stradale e il pavimento della chiesa. L'ingresso su via di Santa Maria de' Calderari, invece, è un più semplice portone con modanature e architrave in pietra.
La chiesa è interamente circondata da altri edifici, ad eccezione del lato sinistro che, seppur privo delle finiture, mentre nella parte superiore della testata sinistra del transetto è rimasto allo stato di rustico, in quella inferiore, comprendente anche la sacrestia, è in laterizio, scandito verticalmente da «fasce lievemente aggettanti, coronate da una trabeazione corinzia in continuità con quella del primo ordine» della facciata mai realizzata. In corrispondenza della crociera si eleva un alto tiburio a base ottagonale coperto a tetto, costruito nel 1735, che presenta sul lato orientale il quadrante di un orologio ottocentesco, non funzionante. In posizione arretrata vi è la torre campanaria a base quadrangolare, risalente alla metà del XIX secolo.

### Interno

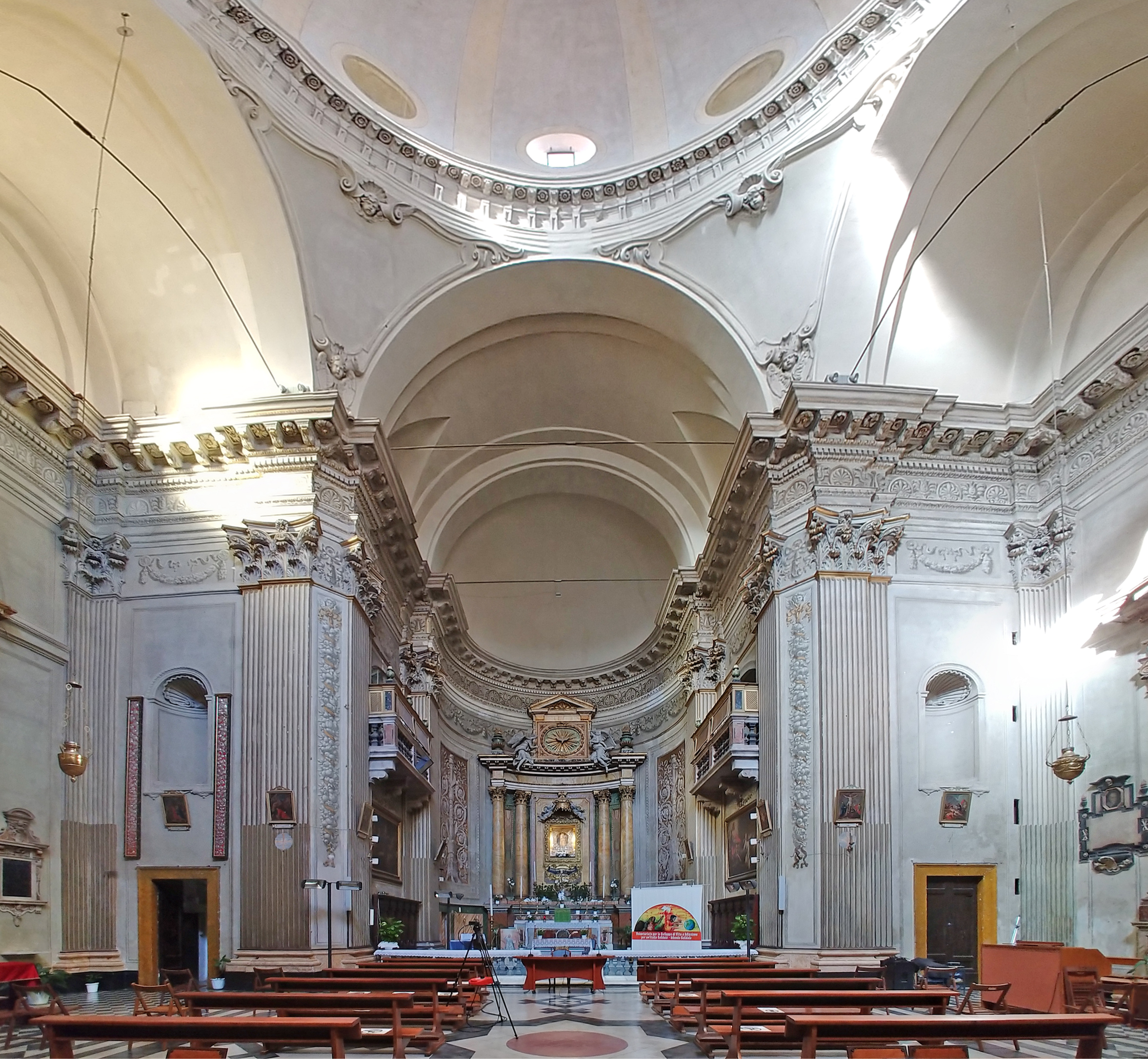
Interno

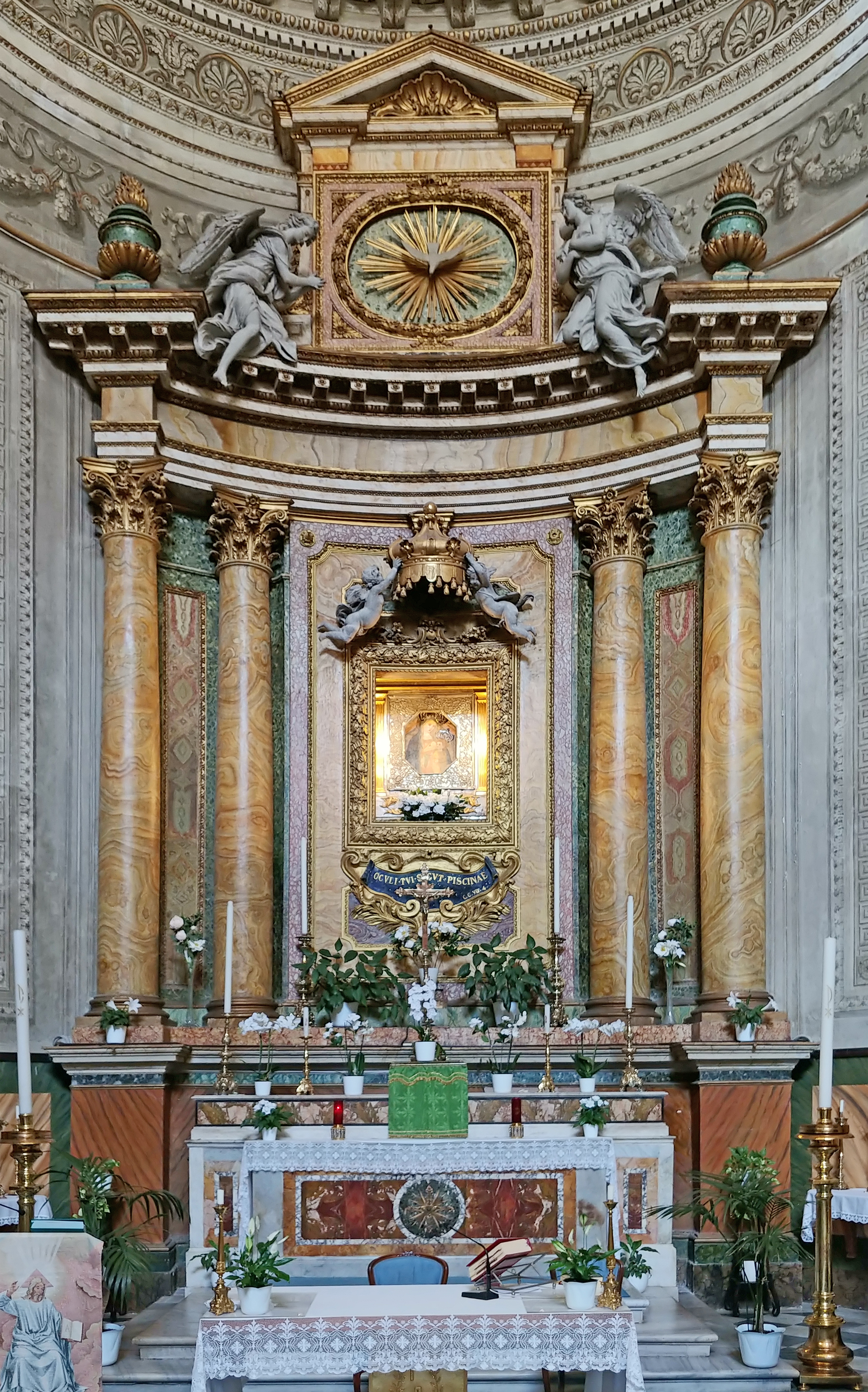
Altare maggiore

La chiesa presenta una pianta a croce greca tronca, essendo il braccio d'ingresso appena abbozzato. «Lo spazio è articolato da paraste scanalate a chiaroscuro con zoccoli dipinti a finto marmo nero, basi di travertino dipinte a finto marmo giallo (tranne le basi delle paraste prossime all'abside [...] di marmo) e capitelli in stucco di ordine corinzio; le nicchie delle cappelle laterali, scavate nei quattro piloni, erano destinate ad accogliere delle statue». Le volte a botte del transetto e del coro (il braccio d'ingresso infatti ha anche internamente una copertura a spiovente) sono semplicemente intonacate; sobri rilievi in stucco ornano le cornici secentesche dei pennacchi - vuoti - posti alla base della cupola, e la calotta semisferica della stessa, nella quale si aprono oculi ovali e che reca, al centro, un tondo con lo Spirito Santo, di Camillo Marini.
A ridosso della parete di fondo del braccio di ingresso, al di sotto della grande finestra semicircolare, si trova la cantoria lignea ottocentesca con balaustra scolpita, poggiante su mensole; essa ospita i resti, tra cui la cassa lignea neoclassica a forma di tempietto, di un organo a canne dotato di 12 registri, privo di tutto il materiale fonico. Lo strumento era stato costruito nel 1754 da Giovanni Antonio Alari e ricostruito nel 1817 da Filippo Priori. Addossato alla balconata è lo stendardo processionale della confraternita di Santa Maria del Pianto, dipinto nel 1699 da Francesco Simoncelli (allievo di Lazzaro Baldi) con la Madonna col Bambino in gloria (recto) e il Miracolo della Madonna del Pianto (verso). Al di sotto della cantoria, murato nella parete, vi è un pluteo cosmatesco musivo del XIV secolo, ornato con quattro archetti ogivali trilobati, originariamente nella chiesa di San Salvatore in Cacabariis. Delle otto epigrafi presenti sulla stessa parete, due provengono dalla chiesa di San Martino ai Pelamantelli.
Il transetto di destra ospita l'altare dedicato a santa Francesca Romana, realizzato nel 1702 probabilmente su disegno di Filippo Tittoni, in sostituzione di quello precedente, che proveniva dalla scomparsa chiesa di Santa Cecilia de Pantaleis (sconsacrata nel 1560); dipinto a finto marmo, ospita la coeva tela attribuita a Lazzaro Baldi Madonna col Bambino tra i santi Francesco d'Assisi, Antonio di Padova e Francesca Romana; è affiancato dal monumento funebre di Pompeo Palmieri, progettato da Giovan Battista Mola e scolpito entro il 1650. Sul lato opposto vi è l'altare del Crocifisso, risalente al 1611-1612 e completato da Tittoni nel 1690; il gruppo scultoreo in marmi policromi del Calvario che costituisce la pala risale al 1703 ed è opera di Biagio Cibocchi, mentre il Gesù Crocifisso in cartapesta dipinta è del XV secolo e proviene dall'antica chiesa di San Salvatore; nella cimasa vi è un bassorilievo in stucco con Un angelo mostra il velo della Veronica. Ai lati, il monumento funebre di Luigi Zannini (a sinistra, 1642-1644, di Benigno Angiolini e Giovanni Pagni) e una lapide che commemora il privilegio concesso nel 1617 all'altare da papa Paolo V per le celebrazioni per i defunti.
L'abside semicircolare è interamente occupata dal presbiterio, delimitato da una balaustra marmorea disegnata da Giovanni Filippo Moretti nel 1772; al di sotto dei coretti laterali, trovano luogo due dipinti da papa Leone XI per la chiesa di San Martino ai Pelamantelli e trasferiti in Santa Maria del Pianto nel 1765: essi raffigurano rispettivamente Gesù che disputa con i dottori (a sinistra, 1603, di anonimo di ambito caravaggesco) e Gesù che appare a san Martino catecumeno (a destra, 1605, di Agostino Ciampelli). La parete curva è dipinta a grisaille con grandi candelabri e girali d'acanto entro due grandi quadri laterali su fondo dorato. L'altare maggiore è in marmi policromi, con ancona sorretta da quattro colonne dipinte ad imitazione dell'alabastro e ornata con statue di Angeli rispettivamente di Domenico Prestinari (sulla trabeazione) e di Domenico Fivizzani (a sostegno della corona). Al centro, l'immagine miracolosa della Madonna che allatta il Bambino Gesù, affresco del XV secolo incoronato nel 1643 dal capitolo vaticano.